# Броды (Петриковский район)
 Броды (бел. Брады) — деревня в Колковском сельсовете Петриковского района Гомельской области Беларуси.
На севере граничит с лесом.

## География

### Расположение
В 53 км на северо-восток от Петрикова, 34 км от железнодорожной станции Птичь (на линии Лунинец — Калинковичи), 187 км от Гомеля.

### Гидрография
На юге, востоке и западе мелиоративные каналы.

## Транспортная сеть
Транспортные связи по просёлочной, затем автомобильной дороге Лунинец — Гомель. Планировка состоит из прямолинейной меридиональной улицы, застроенной двусторонне, редко, деревянными усадьбами.

## История
Основана в начале XX века. В 1917 году хутор, в Комаровичской волости Мозырского уезда Минской губернии. На 1920-е годы приходится время наиболее активной застройки. В 1931 году организован колхоз. Во время Великой Отечественной войны 19 жителей погибли на фронте. Согласно переписи 1959 года в составе колхоза имени В. И. Ленина (центр — деревня Колки).

## Население

### Численность
- 2004 год — 19 хозяйств, 32 жителя.

### Динамика
- 1917 год — 7 жителей.
- 1959 год — 150 жителей (согласно переписи).
- 2004 год — 19 хозяйств, 32 жителя.